# Polopinakolový přesmyk
Polopinakolový přesmyk je druh organické přesmykové reakce, kterého se účastní heterosubstituovaný alkohol typu R1R2(HO)C–C(X)R3R4. Heterosubstituentem může být halogen (Cl, Br, I), tosylát, mesylát nebo thiol. Při reakci dochází k odštěpení odstupující skupiny X za vzniku karbokationtu, vytvářejícího meziprodukt s nízkou elektronovou hustotou. Jedna ze sousedních alkylových skupin se následně přesune na kladně nabitý uhlík 1,2-přesmykem. Současně dojde k tvorbě vazby pí mezi kyslíkem a uhlíkem. Produktem je keton nebo aldehyd. V jiné definici polopinakolového přesmyku se uvádí, že tyto reakce „mají společnou tvorbu reaktivních částic s elektrofilními uhlíkatými centry, kterými nemusí nutně být karbokationty, v sousedství uhlíkových atomů s navázanými kyslíky, u kterých může dojít k 1,2-migraci vazby C–C nebo C–H, čímž vzniká karbonylová skupina“.
Tyto přesmyky lze rozdělit do čtyř druhů. Prvního se mohou zúčastnit všechny 2-heterosubstituované alkoholy. U druhého typu jsou substráty allylalkoholy a karbokation vzniká elektrofilní adicí alkenu, přičemž elektrofily mohou být například haloniové ionty, Bronstedovy a Lewisovy kyseliny. V případě třetího druhu slouží jako substráty epoxidy, nejčastěji 2,3-epoxyalkoholy, a v případě čtvrtého druhu jde o reakce alfahydroxyketonů a alfahydroxyiminů. Reakce čtvrtého typu bývají také označovány jako acyloinové přesmyky.
Polopinakolové přesmyky jsou podobné pinakolovým, u nichž se však kationty netvoří z vicinálních 1,2-diolů.
Diazoalkoholová varianta polopinakolového přesmyku se nazývá Tiffeneauův–Demjanovův přesmyk.